# فرسان علي
فرسان علي كان فصيل شيعي غامض يعمل في بيروت الغربية وعضو في الحركة الوطنية اللبنانية في منتصف السبعينات. في مايو 1975 كانت الجماعة مسؤولة عن مذبحة وتشويه 50 مسيحي وضعت أعضائهم التناسلية في أفواههم وتركت جثثهم في مقبرة في منطقة بشورة في بيروت ذات الأغلبية المسلمة. باعتبارها مجرد عصابة جنائية في الشوارع فقد اختفى «فرسان علي» في أواخر السبعينيات أو أوائل عام 1980 ولم يسمع أي شيء عنها منذ ذلك الحين.